# Уђи слободно
Уђи слободно (на сръбска латиница: Uđi slobodno) е петнадесетия албум на Лепа Брена.

## Песни
1. Уђи слободно
2. Пази коме завидиш
3. Кућа лажи
4. Град
5. Зашто
6. Краљ
7. Следећи
8. Добра грешница
9. Зрно туге
10. Два аса

Текст на песни 1,2,3,4 – Марина Туцакович и Лиляна Йоргованович, текст на песни 5,6,7,8,9,10 – Марина Туцакович. Музика и аранжимент на всички песни (освен 10-а) – Александър Милич-Мили, музика на песен 10 – С.Хадад. Аранжимент на песен 10 – С. Реувени.

## Видоеклипове
1. Уђи слободно
2. Пази коме завидиш